# Augustin Licot de Nismes
Marie Honoré Octave Augustin Licot, dit aussi Licot de Nismes, né le 3 janvier 1827 à Chimay et mort le 5 juillet 1881 à Bruxelles, est un homme d'affaires et politique belge.  
Parlementaire, il est surtout connu pour avoir tenté de promouvoir une puissance financière catholique,.

## Biographie
Fils de Michel Licot, maître de forges et conseiller communal de Chimay, et d’Élisabeth Savary de Cérizy, Licot de Nismes épouse Henriette Coghen, fille du comte Coghen. Avec son frère et ses deux sœurs, il est élevé dans une famille riche mais dépourvue de titre de noblesse. 
Ses activités financières débutent en compagnie de ses deux beaux-frères. Il est également le président d'honneur de la société chorale de Saint-Michel à Boussu-en-Fagne, village où il passe une partie de sa vie. Plus tard, il se fait construire un château sur le site de l’ancienne cense de Maugré.
Avant tout financier et homme d'affaires, il profite de l'héritage massif laissé par le patrimoine familial et abandonne les forges laissées par son père (présentes à Chimay, Nismes, Rance et Couvin) pour se lancer dans le marché des usines de la Providence dans le bassin de Charleroi.
Outre ses affaires financières, Licot de Nismes s'adonne brièvement à la politique. En tant que député catholique, il est élu à la Chambre des Représentants de l’arrondissement de Thuin du 10 juin 1856 au 10 décembre 1857. A ce poste, il tente d’« entrer dans les vues du Gouvernement pontifical (…) pour le développement d’intérêts mobiliers romains » afin, notamment, d’obtenir des subsides et de créer une grande banque catholique à Rome,.
Par la suite, il quitte le monde politique pour revenir à ses fonctions administratives. Ainsi, il occupe notamment les postes de vice-président de la Compagnie du chemin de fer de Chimay et de la Société agricole et forestière de la province de Namur (1857), d'administrateur de la Société Anonyme pour la fabrication de l’Acier par le procédé Chenot en France (1857-1858) et enfin d'administrateur de la Société du Canal de Blaton à Ath et de la Dendre canalisée,.